# El hombre de Caracas
El hombre de Caracas (en italiano: Il coraggioso, lo spietato, il traditore, lit. 'El valiente, el despiadado y el traidor') es una película italo-española estrenada en 1967, filmada en Technicolor, dirigida por Juan Xiol Marchal y Edoardo Mulargia (como Edward G. Muller).

## Argumento
Una organización internacional roba municiones para revenderlas o incluso entregárselas a revolucionarios.

## Reparto
- Espartaco Santoni (como Robert Anthony): Teniente Vargas.
- Hélène Chanel: Mujer.
- Ángel Álvarez (como Albert Alvarez): Santiago.
- Teresa Velázquez: Ingrid.
- Ivy Holzer: Mme. Kinsen.
- Stephy Palmer
- Manuel Monroy: Mayor Díaz.
- Hugo Pimentel: Hans Kinsen.

## Lanzamiento
Tuvo su estreno en cines en Francia el 30 de junio de 1971.